# Angelique Boyer
Angélique Monique Paulette Boyer Rousseau, mehiška pevka, plesalka in igralka, * 4. julij 1988, Saint-Claude, Francija.

## Biografija
Ko je imela dve leti se je njena družina preselila v Mehiko. Pri petih letih, je začela delati kot model, pri osmih pa je vstopila v Televisino igralsko šolo CEA. Bila je tudi članica najstniške glasbene zasedbe "Rabanitos Verdes." Pri 21. letih je dobila prvo glavno vlogo v Terezi in se zaljubila v producenta omenjene telenovele Jose Alberta Castra. Njuno razmerje je trajalo več kot tri leta, javnost pa je imela veliko za povedati o tem razmerju, saj je bil Castro kar 27 let starejši od nje. Je pa tudi nekdanji mož igralke Angelice Rivera, ki je danes prva dama Mehike. Že nekaj let je v razmerju s Sebastianom Rulliem, soigralcem iz telenovele Tereza, Vrtinec življenja in Sestrske vezi. Med snemanjem telenovele Vrtinec življenja jo je doletela strašanska tragedija saj je po hudi bolezni v 49. letu starosti umrla njena mama Sylvie Rousseau.
Na naših zaslonih smo jo videli v naslednjih telenovelah: Rebelde, Tereza, Brezno ljubezni, Vrtinec življenja in Sestrske vezi.

## Telenovele
- 2016: Sestrske vezi - Ana Lucia/Ana Leticia/Ana Laura
- 2013 - 2014 : Vrtinec življenja - Montserrat Mendoza
- 2012 : Brezno ljubezni- Elisa Castañón Bouvier
- 2010 - 2011 : Tereza - Teresa Chávez
- 2009 - 2010: Corazon Salvaje - Estrella / Jimena / Angela Villareal
- 2008 - 2009 : Alma de Hierro - Sandra "Sandy" Hierro
- 2007 : Muchachitas como tú - Margarita Villaseñor
- 2004 - 2006 : Rebelde - Victoria "Vico" Paz
- 2004: Corazones al limite - Anette